# サム・モスティン
サマンサ・ジョイ・モスティン（英: Samantha Joy Mostyn, 1965年9月13日 - ）は、オーストラリアの実業家。2024年7月1日から28代オーストラリア総督を務める。
2005年から数年はオーストラリアフットボール委員会コミッショナーを歴任。航空会社ヴァージン・オーストラリアや新聞社シドニースワンズの取締役員も務めていた。

## 経歴
1965年9月13日にキャンベラで4人兄弟の長女として誕生。兄弟の一人は知的障害を患っていたため、家族で障害者支援に奉仕することも多かったという。父のウィリアム・ビル・モスティンはオーストラリア陸軍配属の大佐であり、少佐の時にはベトナム戦争への従軍経験を持つ。
父親がベトナム戦争への従軍の間、モスティンはアデレードの住む祖母の家に2年間滞在。モスティンは幼少期にスポーツを励みながら、オーストラリアンフットボールの観戦を日課としてきたが、フットボールを実践することはなかった。ナラブンダ専門学校を卒業。オーストラリア国立大学で法律の学位を取得中に、キャンベラ地裁長官で法学研究者のロン・ケイヒルの下で法学についての研究を行っている。
オーストラリア国立大学卒業後は地球温暖化や男女同権、持続可能性についての擁護に取り組んでいた。大学を卒業した後、モスティンはニューサウスウェールズ州治安判事裁判所で日雇いをしながら、ニューサウスウェールズ州控訴裁判所でマイケル・カービーの助手として勤務。1992年にオーストラリア政府の上級政策顧問として運輸通信大臣のボブ・コリンズへの政策の提言も行っている。同時期にはギルバート+トビン専属弁護士として働いていた。1996年に通信会社オプタスへ入社。オプタスで企業開発担当責任者として採用されている。
2005年、モスティンはオーストラリアフットボール委員会で最初の女性委員として推薦され、2016年までコミッショナーを務めた。コミッショナー在任中は女性大会の推進に努めた。シティバンク銀行オーストラリア支部の取締役員に就任している。
2020年にはオーストラリアの非営利団体である気象評議会の責任者を務めている。モスティンは気候変動の著書を執筆することが殆どである。
2024年4月3日にアンソニー・アルバニージー首相は、チャールズ3世がモスティンをデイヴィッド・ハーレイの後任として次期総督に任命することを承認し、モスティンは2024年7月1日に就任宣誓を行うと発表した。しかし、オーストラリア法律協会がモスティンはオーストラリアの共和制移行を大いに賛成していることから、総督への任命に反対している。
2024年7月1日にオーストラリア連邦総督への就任宣誓を行った。